# لباس أرميني

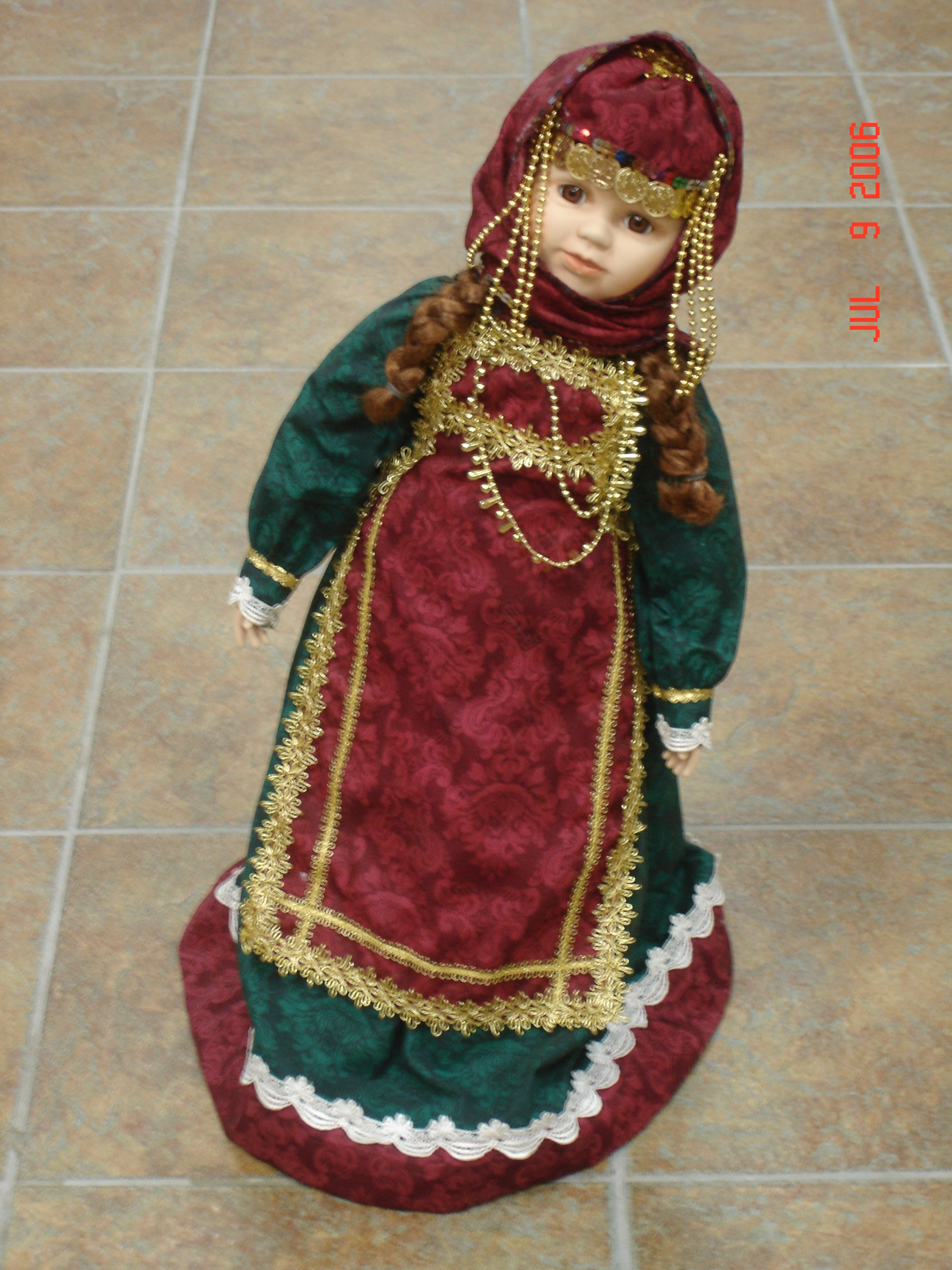
دمية ترتدي لباس أرميني.

يعكس اللباس الأرميني (بالأرمنيَّة: տարազ؛ taraz) تقاليد ثقافية غنية استخدمت الصوف والفراء و القطن ،الذي كان يزرع في الوديان الخصبة، الحرير المستورد من الصين تم استخدامه من قِبل الملوك، خلال فترة القرون الوسطى. وفي وقت لاحق قام الأرمن بزراعة الحرير وإنتاج الحرير الخاص بهم.
بدأت مجموعة أزياء المرأة  الأرمنية خلال فترة أوراتو، حيث تم تصميم الثياب بالحرير الأبيض الكريمي، المطرز بخيوط ذهبية كان هذا الزي نسخة طبق الأصل من ميدالية اكتشفها علماء الآثار في توبراك كيل بالقرب من بحيرة فان التي كانت قبل 3000 عام عاصمة مملكة أوراتو.